# حسن عابدی جعفری
حسن عابدی جعفری (متولد ۱۳۳۰ در تهران) سیاستمدار ایرانی، استادیار سابق دانشکده مدیریت دانشگاه تهران، وزیر بازرگانی در دولت اول و دوم میرحسین موسوی به مدت ۵ سال و رئیس هیئت مدیره انجمن علمی رفتارسازمانی ایران است. وی همچنین مدیرمسئول فصلنامه علوم مدیریت ایران به‌شمار می‌رود.

## زندگی‌نامه و فعالیت‌های اجرایی
وی متولد ۱۵ خرداد سال ۱۳۳۰ در تهران است. عابدی جعفری لیسانس زبان انگلیسی و مدیریت بازرگانی را در سال ۱۳۵۲ اخذ نموده و برای ادامه تحصیل با استفاده از بورسیه مدرسه عالی بازرگانی عازم ایالات متحده آمریکا شد و مدرک دکتری خود را از U.S.A Texas دانشگاه ایالتی تگزاس در زمینه مدیریت دریافت کرد. وی در زمان حضور آیت‌الله خمینی در پاریس آمریکا را به مقصد فرانسه ترک نموده و خمینی را در پاریس همراهی نموده و در ۱۲ بهمن ۱۳۵۷ به از فرانسه به ایران بازگشت.
عابدی جعفری که در محافل سیاسی به عابد جعفری معروف است جزو مؤسسان سپاه پاسداران بوده و از اعضای مرکزی آن (با سمتهایی چون عضو شورای فرماندهی و مدیر امور اداری و مالی) در سال‌های ابتدایی شکل‌گیری این نهاد به‌شمار می‌رفته است. در کابینه محمدعلی رجایی پس از رد وی به عنوان وزیر از طرف بنی صدر معاونت وزارت بازرگانی را پذیرفت و در حادثه هفت تیر از ناحیه پا و گوش مجروح شد. وی در زمان دولت میرحسین موسوی تصدی وزارت بازرگانی را به عنوان مهم‌ترین وزارت خانه کشور در آن زمان بر عهده گرفته و با مخالفت‌های زیادی از طرف بازار روبرو شد. به دلیل حمایت شدید وی از اصناف تولیدی در زمان جنگ وی را می‌توان از پایه‌گذاران تولید پس از انقلاب در کشور به‌شمار آورد.
عابدی جعفری پس از جنگ به تدریس در دانشگاه مشغول بوده و در سال‌های ۱۳۷۸ تا ۱۳۸۲ به حکم سید حسن خمینی ریاست پژوهشکده امام خمینی را بر عهده گرفت. در سال‌های اخیر عابدی جعفری پژوهشکده‌های مدیریت اسلامی و مبارزه با فساد اداری را در دانشگاه تهران راه اندازی نموده و از صاحبنظران عمده این دو حوزه در داخل کشور محسوب می‌گردد.
وی دارای بیش از ۱۰۰ مقاله در مجلات علمی پژوهشی معتبر و ده‌ها مقاله ترویجی و کنفرانس داخلی و خارجی است.عابدی جعفری در سال ۹۴ اولین سازمان مردم نهاد در زمینه مبارزه با فساد، با نام «مرکز ارتقای سلامت اداری و مبارزه با فساد» را تأسیس نموده است. او همچنین در سال ۱۳۹۵به سمت نماینده وزیرعلوم و مسئول هماهنگی هیئت‌های رسیدگی به تخلفات اداری کارمندان و اعضای هیئت علمی دانشگاه‌ها منصوب شد.

## آراء و نظرات
فعالیت‌های علمی وی در سازمان حج، دبیر خانه انقلاب فرهنگی، دبیر خانه مجمع تشخیص مصلحت نظام و ارگان‌های دیگر کشور باعث نزدیکی او با مسائل جاری کشور بوده است. وی در رابطه با فساد ساختاری، در همایش مبارزه با فساد در ایران اظهار داشته است:
... نکته کلیدی در مبارزه با فساد این است که نهادهای قدرت و ثروت در جامعه فی الذاته مستعد فساد هستند. متأسفانه این تجربه ای تاریخی است و مربوط به سرزمینی خاص نیست؛ بنابراین هر جا که قدرت یا ثروت انباشته‌ای پدید آمده، فساد ایجاد شده است… اینکه توقع داشته باشیم که این دو نهاد خود را اصلاح کند، اشتباه است؛ لذا باید نهاد سومی وجود داشته باشد تا این دو نهاد را اصلاح کند که آن علم است. فراموش نکنیم که در مبارزه هم صدمه زدن هست، هم صدمه دیدن؛ بنابراین نهاد علم باید زیرساخت‌ها و چارچوب‌های نظری لازم را برای مبارزه با فساد فراهم کند. بی تردید مبارزه با فساد بدون داشتن علم، خود فساد است و این مهلک‌ترین اشتباهی است که در مبارزه با فساد با آن مواجهیم.
عابدی جعفری در ارتباط با ادغام وزارت بازرگانی در وزارت صنایع و معادن و تشکیل وزارت صنعت، معدن و تجارت گفته است: ما با ادغام وزارتخانه‌ها، گوشت قربانی درست کردیم و هر مسوولیتی را به یک دستگاه دادیم.
وی در حمایت از پیوستن ایران به گروه ویژه اقدام مالی عنوان کرد: «FATF چون به شفافیت کمک می‌کند و شفافیت یکی از ارکان ارتقاء سلامت است، می‌تواند میزان سلامت کشور ما را افزایش بدهد.»

## آثار
- مدیریت اسلامی: رویکردها
- جنگ اندیشه (رهبری کاریزماتیک)
- نظریه‌های فساد و سلامت اداری